# Gianni Garko

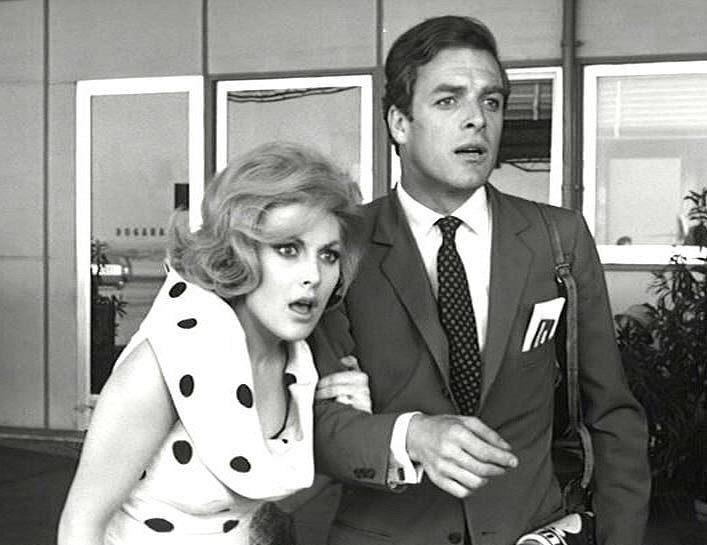
Graziella Granata e Gianni Garko em Don Camillo in Moscow (1965)

Giovanni Garcovich, mais conhecido como Gianni Garko (Zadar, 15 de julho de 1935), é um ator italiano.

## Biografia
Ganhou fama atuando em muitos western spaghetti. Ele é talvez mais conhecido por seu papel principal como Sartana, começando com o primeiro filme oficial Se Encontrar Sartana, Reza Por Sua Morte, estrelando em três sequências com esse personagem.
Iniciou a sua carreira nos anos 1950 interpretando papéis de vários gêneros, especialmente em filmes westerns e comédias italianas. Nos últimos anos se dedicou a filmes produzidos pela RAI. Se notabilizou por protagonizar o personagem Sartana, em produções dirigidas por Gianfranco Parolini e Giuliano Carnimeo.